# TAROM
Transporturi Aeriene Române TAROM S.A., kinh doanh dưới tên TAROM (phát âm là "ta-rom"), là hãng hàng không quốc gia và là hãng hàng không lâu đời nhất hiện đang hoạt động của Romania, có trụ sở tại Otopeni gần Bucharest. Trụ sở chính và trung tâm chính của nó là tại Sân bay Quốc tế Henri Coandă. Đây hiện là hãng hàng không đầu tiên và lớn nhất hoạt động tại Romania dựa trên các điểm đến quốc tế, các chuyến bay quốc tế và lớn thứ ba được đo bằng kích cỡ đội bay và hành khách mang theo.